# EBS第2频道
EBS第2频道（EBS 2TV) 是韩国教育廣播公司（EBS）对韩国国内的一个地面电视频道，以纪录片、幼儿和青少年节目为主。

## 简介
EBS 2TV是EBS的第二套地面电视频道，2015年2月5日试播，2月11日正式开播，之后陆续进入韩国各大有线电视和IPTV平台。

## 关连项目
- KBS第1频道
- KBS第2频道
- KBS NEWS D
- EBS第1频道